# Sint-Ritakerk (Harelbeke)

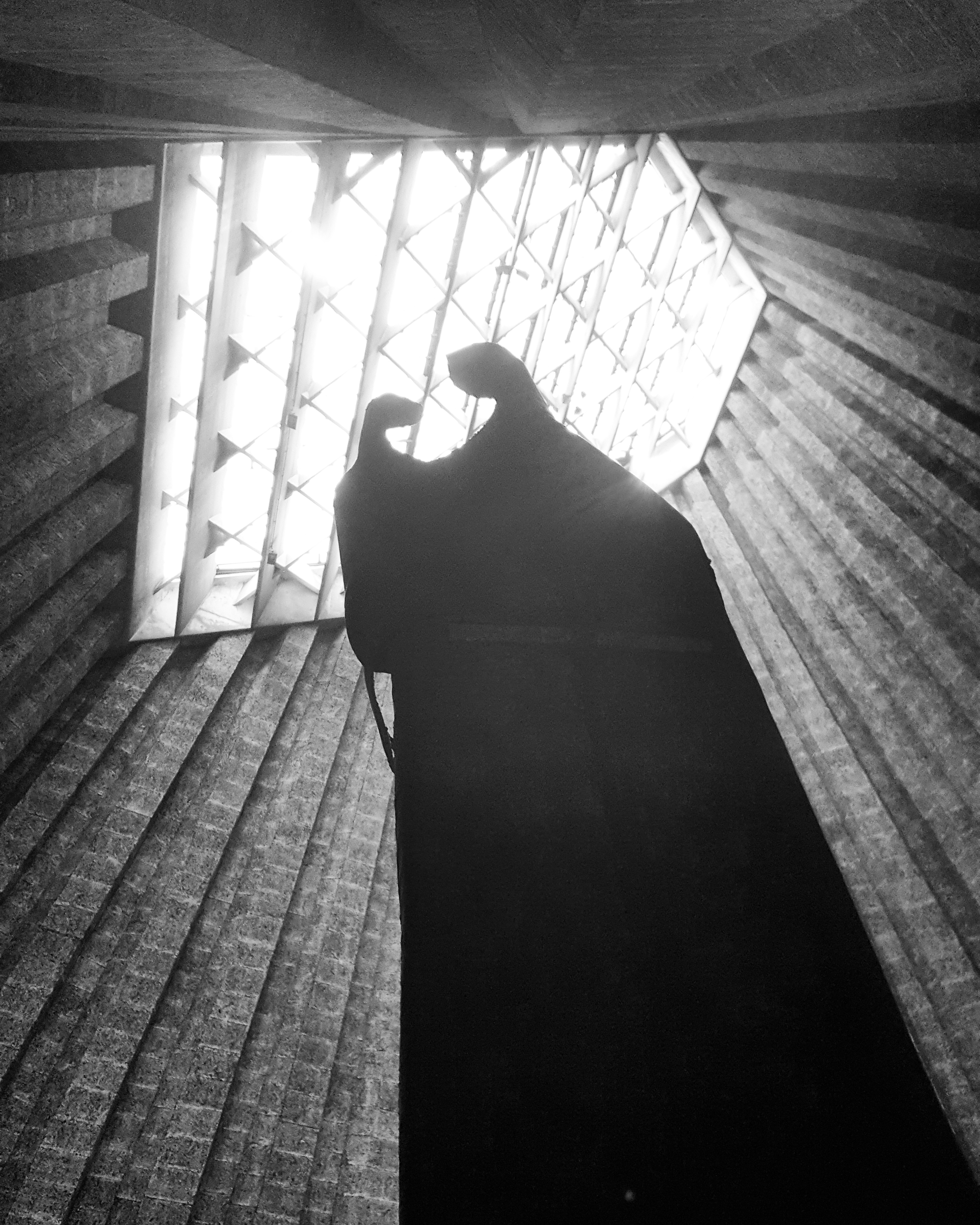
Interieur

De Sint-Ritakerk in Harelbeke werd ingewijd in 1966. De architecten waren Léon Stynen en Paul De Meyer. De kerk is een hoogtepunt van de moderne en brutalistische bouwkunst  in de jaren 1960. Sedert 8 maart 2016 is het gebouw beschermd als monument omwille van de artistieke en bouwkundige waarde. 

## Geschiedenis en situering
De kerk bevindt zich op de wijk Zandberg in het westen van de stad Harelbeke. In 1948 werd de wijk waar de kerk staat nog vermeld als een annex onder de aanroeping van het Heilig Hart. In 1951 werd dit een zelfstandige hulpparochie onder de aanroeping van Sint-Rita.
De opdracht voor de parochiekerk werd in 1952 gegeven door het stadsbestuur Harelbeke. De parochiekerk zou tevens een bedevaartkerk worden. De bouwwerken startten in 1963, maar moest door technische moeilijkheden tijdelijk worden stopgezet. In 1966 werd de kerk ingewijd.

## Het exterieur
De gehele kerk heeft de vorm van een afgehakte piramide. Bij de afknotting zorgde Leon Stynen voor een centrale lichtbron. Het is een schuin liggend vlak glas dat van 17 meter tot 29 meter hoogte loopt. Het grondvlak vormt een zeshoek met een diameter van 30 meter. De dunne wanden worden enkel samengehouden door de koepelconstructie en kunnen door hun vorm tegen verschillende weersomstandigheden.
De toegang tot de kerk is door een bijna 5 meter hoge en 10 meter brede luifel, die aan beide kanten ondersteund wordt door gewapend betonnen wanden.
Leon Stynen wilde dat de kerk de oorspronkelijke betonnen kleur behield, maar later werd ze toch in het wit geschilderd.

## Het interieur
De binnenwanden zijn bekleed met houtwolcementplaten en de naar het altaar oplopende vloer bestaat uit granitotegels. Leon Stynen wilde een andere vloer, donker antraciet. Alle vaste kerkmeubelen (altaar, lezenaar…) zijn uitgevoerd in geprefabriceerd beton. De biechtstoelen waren oorspronkelijk ook in beton, maar werden terug afgebroken om esthetische redenen.

## Ruimte en beleving
De binnen- en buitenkant hebben qua architectuur hetzelfde ritme, maar toch hebben ze beide een totaal andere beleving. Buiten geeft de kerk een ruig effect, binnenin zorgt de hoge ruimte, de lichtwerking en het verticaliserende effect voor de benadering tot de gotische kathedralen. Door de vormentaal van de kerk kreeg deze een rustige en waardevolle sfeer. Soberheid staat bij deze architectuur centraal.